# Tkanka miejska
Tkanka miejska – w teorii urbanistycznej i socjologii pojęcie opisujące regularną strukturę zabudowy charakterystycznej dla przestrzeni miejskich. Przeciwieństwem tkanki miejskiej jest komponowanie przestrzeni z budynków wolno stojących.
Tradycyjna tkanka miejska w formie znanej z XIX- i wczesno-XX-wiecznych dzielnic miast jest równomierną, gęstą i zwartą zabudową blokową uregulowaną przez sieć ulic. Poszczególne obiekty budowlane mogą być ze względu na dekapitalizację stopniowo przebudowywane lub zastępowane przez nowe. Wymienność obiektów nie powoduje jednak naruszenia zasadniczej struktury. Z masy tkanki miejskiej wyróżniają się pozytywowo kształtowane przestrzenie ulic i placów oraz wewnętrznych przestrzeni (dziedzińców), których kształt opisuje negatywowa masa - blok zabudowy. Równomierność i powtarzalność tkanki miejskiej pochodzi z jej podzielenia na w przybliżeniu jednakowe parcele.
Pojęcie stosowane bywa potocznie lub slangowo nieściśle w znaczeniach struktura zabudowy (a nie jej konkretny typ) lub też zabudowa.

## Tkanka miejska według Lefebvre'a
Pojęcie tkanka miejska (tissu urbain) wprowadził do teorii urbanistycznej francuski filozof Henri Lefebvre, który użył go w roku 1968 w swojej książce Le droit à la ville i rozwijał je w dalszych publikacjach.
Lefebvre opisuje i krytykuje sztuczne przeszczepianie ustalonych a priori struktur pochodzenia miejskiego na obszary podmiejskie, twierdząc, że w ten sposób narzuca się mieszkańcom także miejski styl życia. Współcześnie tkanka miejska pozbawiona jest w przeciwieństwie do powstałych historycznie miast wyraźnych centrów.